# Rhyacophila monyulpa
Rhyacophila monyulpa är en nattsländeart som beskrevs av Schmid 1970. Rhyacophila monyulpa ingår i släktet Rhyacophila och familjen rovnattsländor. Inga underarter finns listade i Catalogue of Life.